# Římskokatolická farnost Příchovice
Římskokatolická farnost Příchovice (lat. Przichovicium, něm. Přichowitz, Stephansruh) je církevní správní jednotka sdružující římské katolíky na území vesnice Příchovice a v jejím okolí. Organizačně spadá do libereckého vikariátu, který je jedním z 10 vikariátů litoměřické diecéze. Centrem farnosti je kostel svatého Víta v Příchovicích.

## Historie farnosti
Matriky byly v místě vedeny od roku 1716. Farnost byla kanonicky zřízena od roku 1738. Od 80. let 20. století funguje na příchovické faře Centrum života mládeže Křižovatka, založené tehdejším duchovním správcem Miroslavem Šimáčkem.

### Duchovní správcové vedoucí farnost
Začátek působnosti jmenovaného v duchovní správě farnosti od:
- 1738 Joannes Christophorus Friedrich
- 1752 Adalbertus Preisler
- 1764 Mathias Schkrabalek
- 1779 Jos. Huniacz
- 1792 Wenc. Strnad, † 14. 9. 1807
- 1808 par. vacat, cap. Ioann. Schipp
- 1808 Ioann. Schipp, † 17. 9. 1815
- 1816 Jos. Farsky n. 28. 8. 1776 Boskov., o. 12. 9. 1802, † 2. 7. 1832
- 1832 par. vacat, cap. Anton. Calligary
- 1832 Franc. Lustinetz, n. 9. 11. 1787 Nemausens., o. 9. 8. 1811, † 21. 12. 1866
- 1837 par. vacat, Jos. Baresch
- 1837 Jos. Nečasek, n. 10. 2. 1794 Hochstadiens. 23. 8. 1818, † 13. 8. 1869
- 1852 Wenc. Kawalír, n. 15. 7. 1807 Bousov, o. 2. 9. 1829
- 1873 Josef Alois Kouble, n. 3. 8. 1825 Boskov, o. 25. 7. 1849, † 7. 7. 1886
- 1876 Anton. Jiroš, n. 5. 1. 1833 Loužek, o. 1. 8. 1859, † 7. 9. 1892
- 1892 Anton. Klos, n. 28. 4. 1850 Jičín, o. 12. 7. 1874, † 14. 11. 1922
- 1911 Josef Filler, farář, n. 2. 5. 1869 Hostěnice, o. 2. 7. 1893
- 1923 Aloys. Winkler, n. 7. 1. 1892 Triebendorf, o. 2. 7. 1916
- 1. 10. 1925 Anton. Kollmann, n. 9. 6. 1897 Porstendorf, o. 26. 6. 1921, † 21. 5. 1968[4] Příchovice[5]
- 1. 11. 1968 Karel Máj
- 1. 8. 1971 Josef Pavlas
- 1. 4. 1979 Miroslav Šimáček
- 1. 8. 1992 Jan Nekuda
- 1. 4. 1993 Miroslav Šimáček
- 1. 6. 1996 Pavel Jančík
- 1. 7. 1996 Vladimír Novák
- 1. 8. 2012 Jozef Kadlic, admin., od 1. 1. 2019 farář
- 1. 7. 2020 Jiří Smolek, admin.[4]

Kromě kněží stojících v čele farnosti, působili ve farnosti v průběhu její historie i jiní kněží. Většinou pracovali jako farní vikáři, kaplani, katecheté, výpomocní duchovní aj.

#### Galerie duchovních

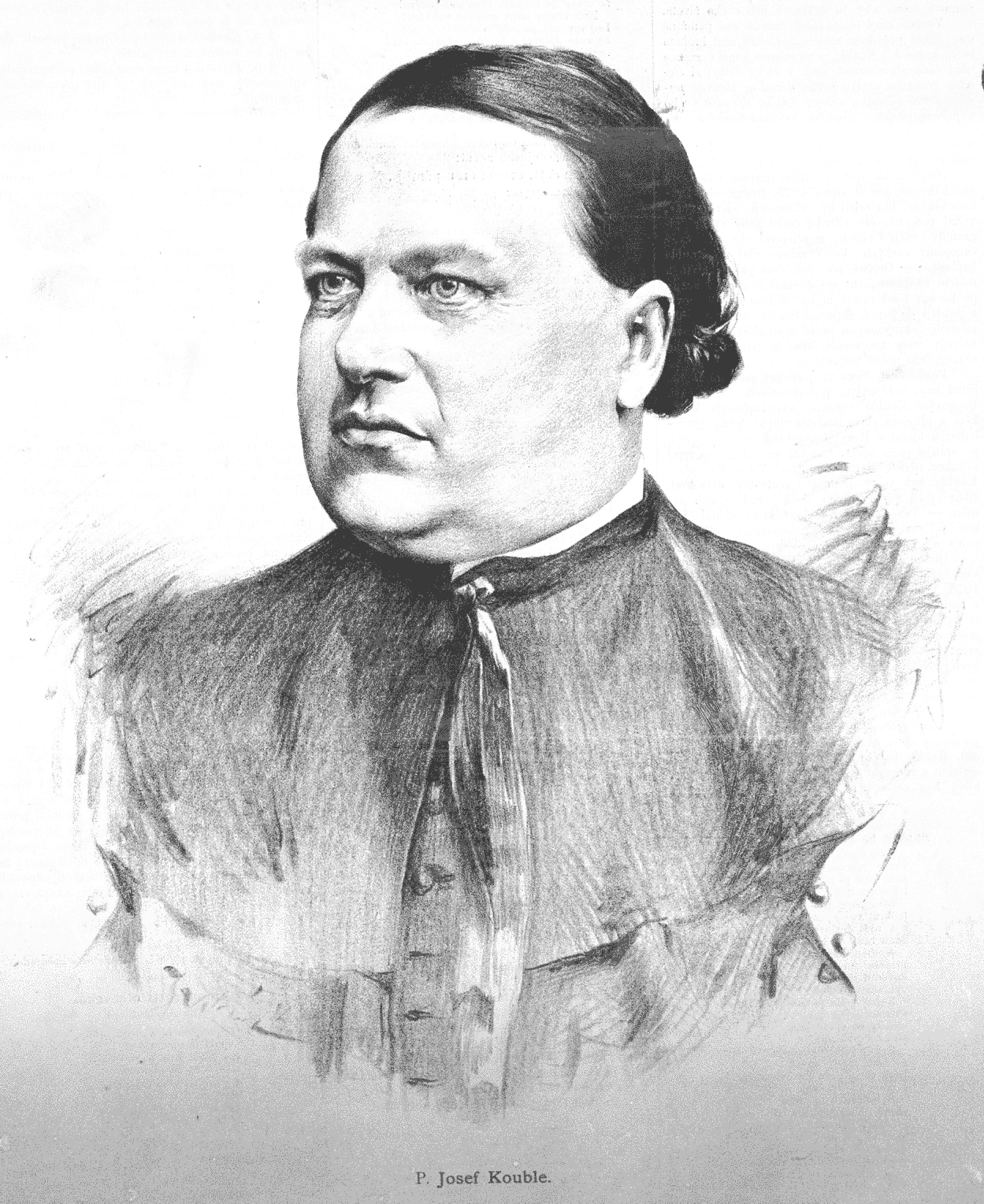
Josef Alois Kouble
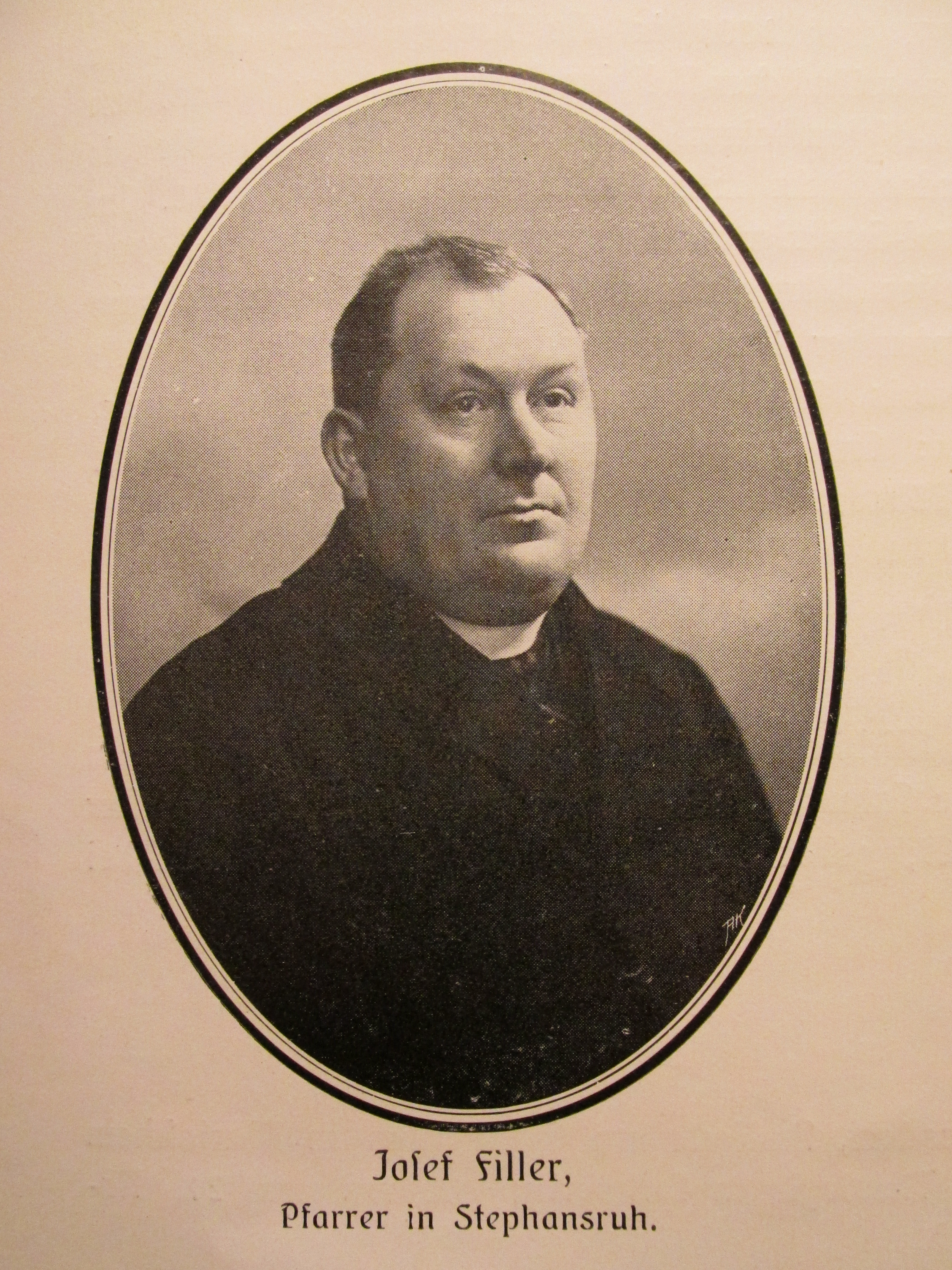
Josef Filler
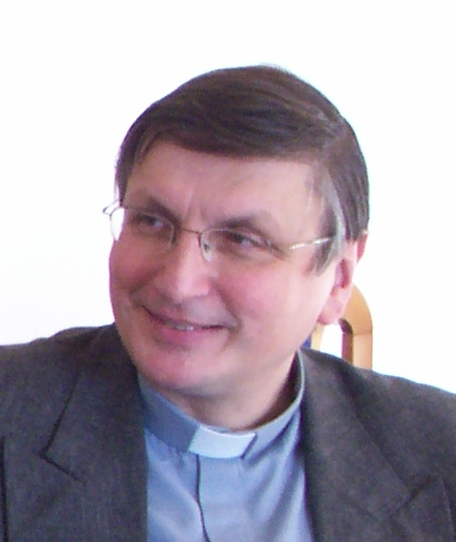
Miroslav Šimáček

## Území farnosti
Do farnosti náleží území obce:
- Český Šumburk (Böhmisch Schumburg[p 2])
- Morava (Mähran – místní část Příchovic[p 2])
- Počátky
- Potočná (Tiefenbach – místní část Příchovic[p 2])
- Příchovice (Přichowitz[p 2])
- Pustiny (Wustung, ad Desná[p 2])
- Rejdice (Reiditz[p 2])

## Římskokatolické sakrální stavby na území farnosti
| Fotografie | Stavba          | Místo      | Bohoslužby                      | Zeměpisné souřadnice             | Status       | Číslo kulturní památky         |        |
| Kostel | Kostel          | Kostel     | Kostel                          | Kostel                           | Kostel       | Kostel                         | Kostel |
| --- | --------------- | ---------- | ------------------------------- | -------------------------------- | ------------ | ------------------------------ | ------ |
| | Kostel sv. Víta | Příchovice | bližší informace o bohoslužbách | 50°44′29″ s. š., 15°20′59″ v. d. | farní kostel | 31616/5-54 (Pk•MIS•Sez•Obr•WD) |        |
| Některé drobné sakrální stavby a pamětihodnosti lze dohledat zde v databázi Drobné sakrální památky Zaniklé sakrální stavby lze dohledat zde v databázi Poškozené a zničené kostely, kaple a synagogy v České republice |                 |            |                                 |                                  |              |                                |        |

Ve farnosti se mohou nacházet i další drobné sakrální stavby, místa římskokatolického kultu a pamětihodnosti, které neobsahuje tato tabulka.

## Farní obvod
Z důvodu efektivity duchovní správy byl vytvořen farní obvod (kolatura) sestávající z přidružených farností spravovaných excurrendo z Příchovic. 
Přehled vikariátních kolatur je v tabulce farních obvodů libereckého vikariátu.

## Galerie

Římskokatolická farnost Příchovice
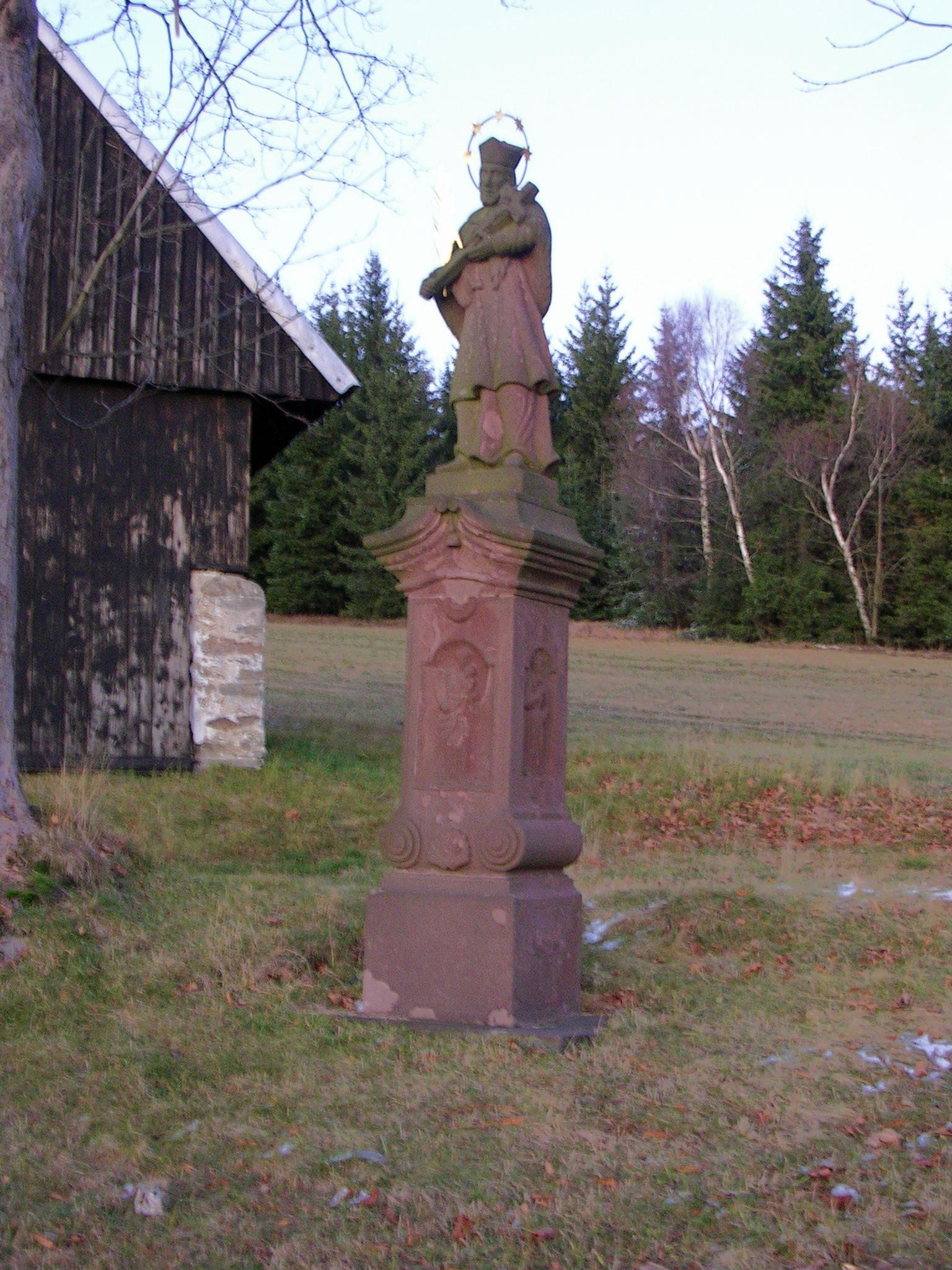
Socha sv. Jana Nepomuckého v Rejdicích (u domu čp. 60)
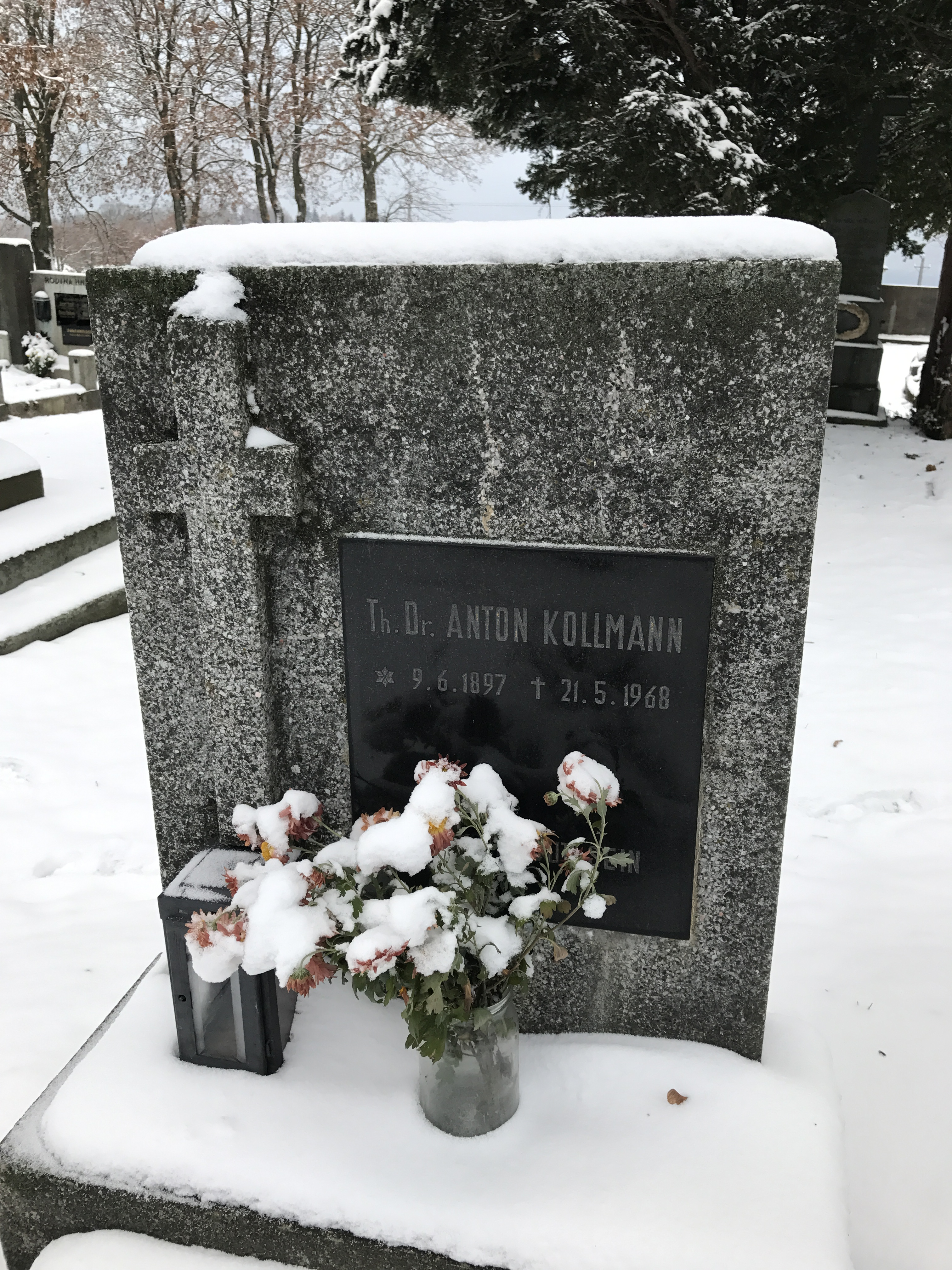
Hrob duchovního správce P. Antona Kollmanna na hřbitově v Příchovicích
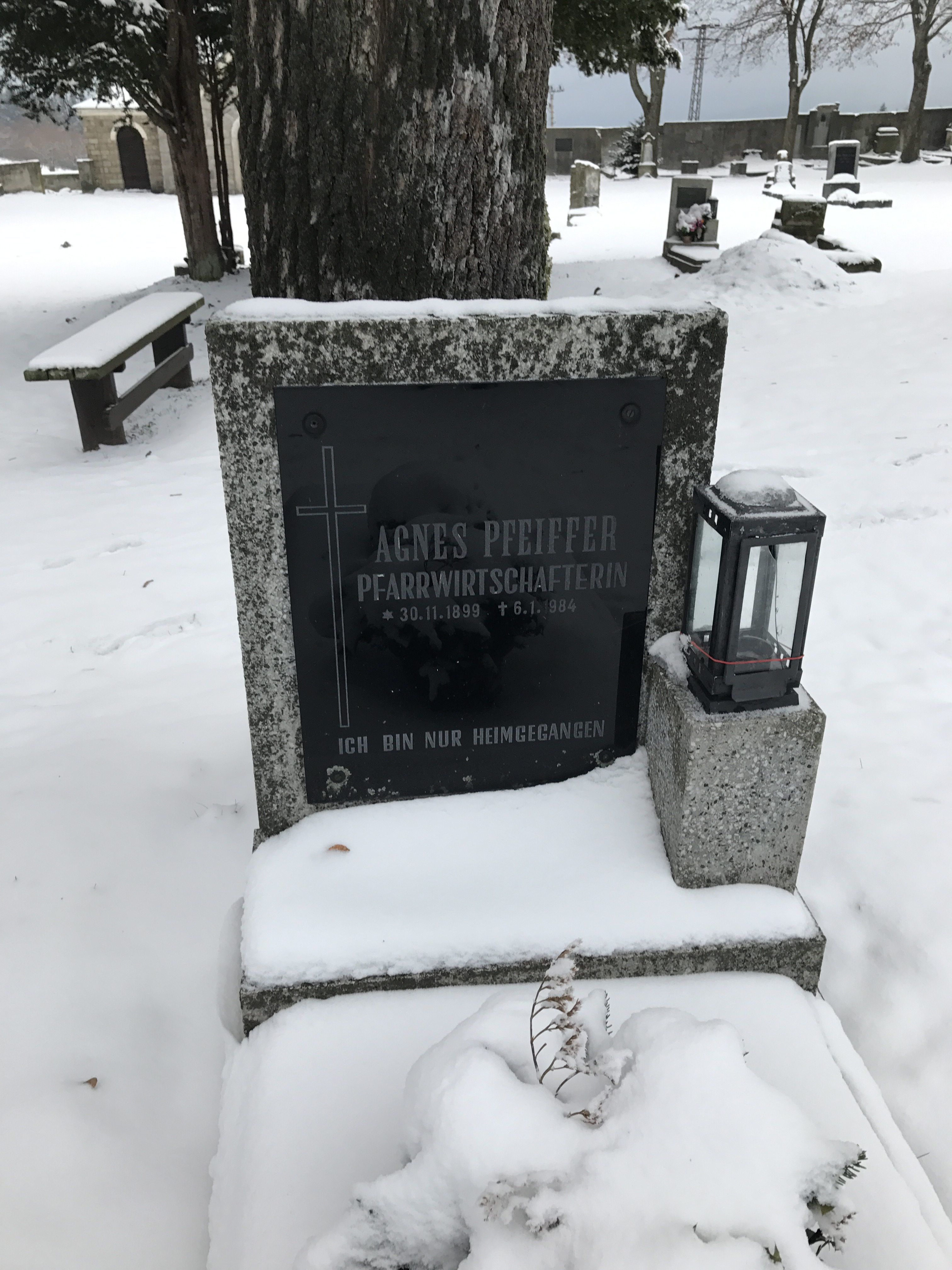
Hrob farní hospodyně Agnes Pfeifferové na hřbitově v Příchovicích